# Айдахо-Фолс
А́йдахо-Фолс (англ. Idaho Falls) — окружной центр округа Бонневилл и самый большой город на востоке штата Айдахо, США.

## История
В 1865 году на месте нынешнего расположения города первопоселенец Джеймс Тейлор построил через реку Снейк деревянный мост. Благодаря мосту образовался новый маршрут, ведущий на запад и север. Изначально город назывался Игл-Рок (англ. Eagle Rock, дословно — «орлиная скала») по заселённому орлами острову на реке Снейк. В конце 1870-х годов через Игл-Рок из Юты в город Бьютт, богатый медными залежами, была проложена железная дорога. Это привело к быстрому приросту первопоселенцев и развитию инфраструктуры города. В 1891 году город был переименован в Айдахо-Фолс (англ. Falls — водопады). В 1895 году вокруг города была сооружена обширная оросительная система. В 1949 году на западе Айдахо-Фолса был построен научно-исследовательский комплекс по изучению ядерной энергетики. В 1961 году на испытательном реакторе SL-1 произошла одна из крупнейших в истории США радиационных аварий. На май 2012 года численность сотрудников комплекса составляла свыше 8000 человек.

## Описание
Средняя высота Айдахо-Фолса — 1437 метров. Площадь города составляет 58 км². Айдахо-Фолс — главный город агломерации Айдахо-Фолс и статистической зоны Айдахо-Фолс—Блэкфут. Агломерация Айдахо-Фолс является второй по численности населения в Айдахо после агломерации Бойсе. Согласно переписи 2010 года, население города составляло 56 813 человек, а соответствующей агломерации — 130 374 человека. С 2000 года рост населения составил 12,0 %. Плотность населения составляет 980 чел./км². Средний возраст жителей — 32 года и 2 месяца. Половой состав населения: 49,5 % — мужчины, 50,5 % — женщины. Расовый состав населения по данным на 2010 год:
- белые — 89,3 %;
- чернокожие — 0,7 %;
- индейцы — 1,0 %;
- азиаты — 1,0 %;
- океанийцы — 0,1 %;
- две и более расы — 2,3 %.

| Климатограмма Айдахо-Фолса                                  | Климатограмма Айдахо-Фолса | Климатограмма Айдахо-Фолса | Климатограмма Айдахо-Фолса | Климатограмма Айдахо-Фолса | Климатограмма Айдахо-Фолса | Климатограмма Айдахо-Фолса | Климатограмма Айдахо-Фолса | Климатограмма Айдахо-Фолса | Климатограмма Айдахо-Фолса | Климатограмма Айдахо-Фолса | Климатограмма Айдахо-Фолса |
| ----------------------------------------------------------- | -------------------------- | -------------------------- | -------------------------- | -------------------------- | -------------------------- | -------------------------- | -------------------------- | -------------------------- | -------------------------- | -------------------------- | -------------------------- |
| Я                                                           | Ф                          | М                          | А                          | М                          | И                          | И                          | А                          | С                          | О                          | Н                          | Д                          |
| 26.9 −1 −10                                                 | 29.5 2 −8                  | 35.3 9 −3                  | 36.1 15 1                  | 51.1 21 4                  | 34.3 26 8                  | 15.2 31 12                 | 17.3 31 11                 | 25.4 24 6                  | 29.0 16 1                  | 32.0 7 −4                  | 31.0 −1 −10                |
| Температура в °C • Сумма осадков в мм Источник: weather.com |                            |                            |                            |                            |                            |                            |                            |                            |                            |                            |                            |

Город является важным транспортным узлом, связывающим восток Айдахо и запад Вайоминга. Благодаря относительно хорошей экономической обстановке, высокому качеству жизни и высококлассным курортам, Айдахо-Фолс порой попадает в списки «лучших мест для жизни», составляемые различными издательствами.

## Города-побратимы
- Япония: Токай (Ибараки)

### Данные по динамике численности населения
- Moffatt, Riley. Population History of Western U.S. Cities & Towns, 1850—1990. Lanham: Scarecrow, 1996, 94.
- Subcounty population estimates: Idaho 2000-2007 (CSV). United States Census Bureau, Population Division (18 марта 2009). Дата обращения: 9 мая 2009. Архивировано из оригинала 4 июня 2011 года.